# NCSM Thunder (J156)
Pour les autres navires du même nom, voir NCSM Thunder.
Le NCSM  Thunder (pennant number J156) (ou en anglais HMCS Thunder) est un dragueur de mines de la Classe Bangor lancé pour la Royal Canadian Navy (RCN) et qui a servi pendant la Seconde Guerre mondiale.

## Conception
Le Thunder est commandé dans le cadre du programme de la classe Bangor de 1940-41 pour le chantier naval de Dufferin Shipbuilding Company de Toronto en Ontario au Canada. La pose de la quille est effectuée le 4 décembre 1940, le Thunder est lancé le 19 mars 1941 et mis en service le 14 octobre 1941.
La classe Bangor doit initialement être un modèle réduit de dragueur de mines de la classe Halcyon au service de la Royal Navy,. La propulsion de ces navires est assurée par 3 types de motorisation: moteur diesel, moteur à vapeur à pistons à double ou triple expansions et turbine à vapeur. Cependant, en raison de la difficulté à se procurer des moteurs diesel, la version diesel a été réalisée en petit nombre.
Les dragueurs de mines de classe Bangor version canadienne déplacent 683 tonnes en charge normale. Afin de pouvoir loger les chaufferies, ce navire possède des dimensions plus grandes que les premières versions à moteur diesel avec une longueur totale de 54,9 mètres, une largeur de 8,7 mètres et un tirant d'eau de 2,51 mètres. Ce navire est propulsé par 2 moteurs alternatifs verticaux à triple détente alimentés par 2 chaudières à tubes d'eau à 3 tambours Admiralty et entraînant deux arbres d'hélices. Le moteur développe une puissance de 2 400 chevaux-vapeur (1 790 kW) et atteint une vitesse maximale de 16 nœuds (30 km/h). Le dragueur de mines peut transporter un maximum de 152 tonnes de fioul.
Leur manque de taille donne aux navires de cette classe de faibles capacités de manœuvre en mer, qui seraient même pires que celles des corvettes de la classe Flower. Les versions à moteur diesel sont considérées comme ayant de moins bonnes caractéristiques de maniabilité que les variantes à moteur alternatif à faible vitesse. Leur faible tirant d'eau les rend instables et leurs coques courtes ont tendance à enfourner la proue lorsqu'ils sont utilisés en mer de face.
Les navires de la classe Bangor sont également considérés comme exiguës pour les membres d'équipage, entassant 6 officiers et 77 matelots dans un navire initialement prévu pour un total de 40.

## Histoire

### Seconde Guerre mondiale
Le Thunder  est mis en service à Toronto le 14 octobre 1941, et après ses essais en mer, le Thunder s'embarque pour Halifax, en Nouvelle-Écosse, où il arrive le 30 octobre et rejoint la Sydney Force (Force de Sydney), la force d'escorte et de patrouille locale opérant à partir de Sydney (Nouvelle-Écosse). En janvier 1942, le dragueur de mines est transféré à la Western Local Escort Force (WLEF) (Force d'escorte locale de l'Ouest) en tant qu'escorte de convoi. Le navire est ensuite transféré parmi les forces locales, rejoignant la Halifax Local Defence Force (Force de défense locale de Halifax), puis la Shelburne Force (Force de Shelburne) opérant à partir de Shelburne (Nouvelle-Écosse), puis de nouveau la Halifax Local Defence Force et enfin la Sydney Force.
Le dragueur de mines navigue vers l'Europe via les Açores en février 1944 dans le cadre de la contribution canadienne à l'invasion de la Normandie. Après son arrivée le 13 mars, le dragueur de mines est affecté à la 32e flottille de dragage de mines en tant que navire amiral. Le Thunder est transféré à la 4e flottille de dragage de mines britannique en mai,. Pendant les opérations du jour J, la 4e flottille de dragage de mines est chargée de nettoyer le canal d'assaut 4 dans le secteur américain,. Une fois cette tâche accomplie, la 4e flottille de dragage de mines reçoit l'ordre de nettoyer entre les canaux 3 et 4. Le Thunder et la 4e flottille de dragage de mines continuent leur mission de dragueurs de mines au large de la Normandie jusqu'au 6 juin, date à laquelle ils rentrent à Portland pour daguer un nouveau champ de mines qui a été posé aux abords du port. La flottille met dix jours à accomplir cette tâche, après quoi le Thunder reçoitt l'ordre de rejoindre les dragueurs de mines américains pour l'assaut sur Cherbourg.
Le 24 juin, lors du bombardement préliminaire, la force de dragage de mines dont le Thunder fait partie, est arrivée au large de Barfleur en milieu d'après-midi. Au bout d'une heure, les tirs allemands basés à terre commencent à éclabousser les dragueurs de mines, ce qui conduit les destroyers de la marine américaine qui les escortent à déployer un écran de fumée et à ordonner aux dragueurs de mines de cesser leurs dragages et de se retirer. Le jour suivant, pendant l'assaut, les dragueurs de mines sont déployés à nouveau. Les tirs à terre recommencent à pleuvoir sur les dragueurs de mines. Le Thunder est touché par des éclats d'obus provenant d'un tir proche et les destroyers sont de nouveau contraints de poser un écran de fumée,.
Le Thunder rentre au Canada en août 1944 pour subir un carénage à Sydney. Le dragueur de mines revient dans les eaux européennes en novembre et est affecté à la 31e flottille de dragage de mines. En avril 1945, la 31e flottille de dragage de mines est affectée à la dernière opération combinée d'envergure sur le théâtre européen. Le 12 avril, la flottille de dragueurs de mines se rend dans l'estuaire de la Gironde, où elle nettoie un canal d'invasion pour la force d'attaque qui débarque dans la région. Une fois leur mission de dragage terminée, les dragueurs de mines effectuent une patrouille anti-sous-marine dans la région. Ils continuent à effectuer ces tâches jusqu'au 16 avril, date à laquelle les dragueurs de mines retournent à Plymouth. Pendant son passage dans le golfe de Gascogne, le Thunder accepte la reddition du dragueur de mines auxiliaire allemand FGi 07 et, avec un équipage du navire à bord, le ramène au Royaume-Uni,.
Le Thunder et la 31e flottille de dragage de mines passent les cinq mois suivants à nettoyer la Manche. Le Thunder reste dans les eaux européennes jusqu'en septembre, date à laquelle le dragueur de mines revient au Canada.

### Après-guerre
Le Thunder est désarmé le 4 octobre 1945 et est vendu à Marine Industries en 1947, puis démantelé à Sorel, au Québec,.

### Honneurs de bataille
- Atlantic 1941-1942, 1944

### Participation auxconvois
Le Thunder a navigué avec les convois suivants au cours de sa carrière:
1. Convoi ON 70
2. Convoi ON 130
3. Convoi ON 136
4. Convoi ON 247
5. Convoi ONS 12
6. Convoi ONS 20
7. Convoi ONS 24
8. Convoi SC 56
9. Convoi SC 58
10. Convoi SC 59
11. Convoi SC 60
12. Convoi SC 62
13. Convoi SC 64
14. Convoi SC 72
15. Convoi SC 101
16. Convoi SC 141
17. Convoi SC 148

### Commandement
- A/Lieutenant Commander (A/Lt.Cdr.) Herman Dwight MacKay (RCNR) du 14 octobre 1941 à 1er septembre 1942
- T/Lieutenant (T/Lt.) Jeffry Reginald Biggs (RCNR) du 2 septembre 1942 au 5 septembre 1942
- A/Lieutenant Commander (A/Lt.Cdr.) Herman Dwight MacKay (RCNR) du 18 septembre 1942 au 4 octobre 1945

Notes:
RCNR: Royal Canadian Naval Reserve 